# Luuk Maas
Luuk Maas (26 augustus 1999) is een Nederlandse atleet, die gespecialiseerd is in de 5000 meter t/m de halve marathon. Hij werd tweemaal Nederlands kampioen.

## Biografie
Maas startte zijn hardloopcarrière anno 2015 in de trainingsgroep van Greg van Hest en traint heden ten dage bij atletiekvereniging Cifla in Nijmegen.
In juli 2016 pakte de atleet direct zijn eerste gouden NK medaille, als B-junior tijdens de 3000 meter in Breda.
In 2021 noteerde hij een vijfde plek op het EK onder 23 jaar tijdens de 10.000 meter in Tallinn.
In 2022 won Maas twee Nederlandse kampioenschappen, te weten in Nijmegen op 20 maart tijdens de halve marathon en op 15 mei in Venlo op de 10 km. Op 25 september finishte hij als derde overall en eerste Nederlander in de Tilburg Ten Miles.

## Nederlandse kampioenschappen
| Onderdeel      | Jaar |
| -------------- | ---- |
| 10 km          | 2022 |
| halve marathon | 2022 |

## Persoonlijke records
Baan
| Afstand  | Prestatie | Datum            | Plaats   |
| -------- | --------- | ---------------- | -------- |
| 3000 m   | 8.08,88   | 7 mei 2022       | Lisse    |
| 5000 m   | 13.59,99  | 29 augustus 2020 | Utrecht  |
| 10.000 m | 29.17,74  | 7 oktober 2020   | Valencia |

Weg
| Afstand        | Prestatie | Datum             | Plaats    |
| -------------- | --------- | ----------------- | --------- |
| 5 km           | 15.19     | 5 juli 2017       | Werkendam |
| 10 km          | 28.53     | 7 maart 2021      | Berlijn   |
| 10 Eng. mijl   | 48.01     | 25 september 2022 | Tilburg   |
| halve marathon | 1:03.31   | 21 maart 2021     | Dresden   |
| marathon       | 2:11.47   | 15 oktober 2023   | Amsterdam |

## Palmares

### 10 km
- 2019: 10e NK - 29.53
- 2022:  NK - 29.41
- 2023: 24e NK – 30.20

### 10 Engelse mijl
- 2022:  Tilburg Ten Miles - 48.01
- 2023: 26e Dam tot Damloop - 49.25

### halve marathon
- 2022:  NK in Nijmegen - 1:03.53
- 2024: 9e halve marathon van Egmond - 1:05.30

### marathon
- 2023 16e marathon van Amsterdam - 2:11.47